# Terminalia hoehneana
Terminalia hoehneana é uma árvore brasileira, endémica e rara, nativa da Mata Atlântica dos estados da Bahia, Rio de Janeiro, Minas Gerais, Espirito Santo e São Paulo. Chega até 27 metros de altura, com flores bissexuais com fruto do tipo pseudodrupa.

## Taxonomia
A espécie foi descrita originalmente como Buchenavia hoehneana por Nilza Fischer de Mattos em 1967, e publicada em Loefgrenia; communicaçoes avulsas de botânica.